# 1695 a tudományban
Az 1695. év a tudományban és a technikában.

## Születések
- február 2. – William Borlase, természettudós († 1772)
- február 6. – Nicolaus Bernoulli II., matematikus († 1726)
- május 3. – Henri Pitot, mérnök († 1771)

## Halálozások
- július 8. – Christiaan Huygens, matematikus és fizikus (* 1629)